# 金祉燮
金祉燮（キム・ジソプ、김지섭、1884年7月21日 - 1928年2月20日）は、朝鮮の独立運動家。本貫は豊山金氏。号は秋岡（チュガン）。1924年の二重橋爆弾事件で無期懲役刑、1928年に獄死した。

## 概要

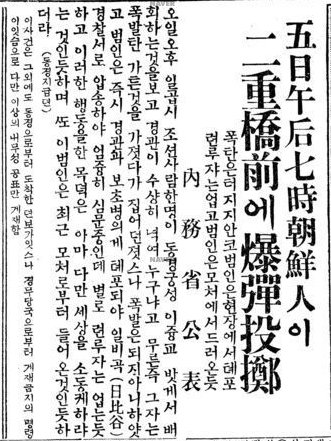
二重橋爆弾事件の記事（東亜日報1924年1月7日）

慶尚道安東郡生まれ。学業優秀な少年時代を過ごす。尚州市の初等学校の教員を経て金山地方法院書記兼通訳、金應燮（キム・ウンソプ）法律事務所尚州出張所職員を務めた。
1919年に朝鮮独立運動に加担して、1920年に中華民国に亡命した。
1922年夏に義烈団に加わり、上海・北京などで独立運動を展開した。12月、尹炳球、劉錫鉉と共に、白允和京城地裁判事に抗日活動資金5万ウォンの提供を直訴し、2千ウォン供与の約束を取るも密告され、受け取りに行った尹が逮捕される。
1923年1月頃、爆弾数十個を上海からソウルに輸送する。同容疑で義烈団関係者が大量逮捕されるも逃れ、上海に戻る。12月20日、帝国議会に出席する日本政府高官を狙撃しようと上海を出発し、31日、福岡に到着した。この時、小林貫一という人物の助けを受けたという。（共産主義者の秀島廣二と天城丸船員小林寬一という資料も有り。出入国時には中村彦太郞名義の偽造名刺を用いた。）
1924年1月3日、東京に潜入したが、帝国議会の開始が無期限延期されたという新聞記事を見て計画を変更して、皇居に爆弾を投げ込むことを計画。 1月5日に二重橋から皇居侵入を試みたが、巡査に発見され、爆弾を投げ、さらに侵入しようとしたところ、近衛兵に遭遇、爆弾をさらに2つ投げて逃走しようとした。3つの爆弾はすべて不発だったため、巡査と近衛兵に怪我はなく、その場で逮捕された。
裁判において、彼の弁護士布施辰治は「朝鮮民衆全体の意思を代表した人」であり、爆弾が不発だったことから無罪を主張したが、金は裁判において「（朝鮮独立運動の殉国者となれる）死刑か無罪」を主張し、検察も死刑を求刑した。裁判所は一・二審とも無期懲役を言い渡した。金は上告しないと主張したものの弁護人によって上告されたが、上告は棄却され1925年8月12日、無期懲役が確定した。1927年、大正天皇御大喪による恩赦で懲役20年に減刑。
1928年2月20日に市ヶ谷刑務所で服役中に死亡した。
1962年に大韓民国建国勲章大統領章を追叙された。